# 38 Возничего
38 Возничего (лат. 38 Aurigae, HD 40801) — двойная звезда в созвездии Возничего на расстоянии приблизительно 236 световых лет (около 72 парсеков) от Солнца. Видимая звёздная величина звезды — +6,08m. Возраст звезды оценивается как около 3,6 млрд лет.

## Характеристики
Первый компонент — оранжевый гигант спектрального класса K0III. Масса — около 1,59 солнечной, радиус — около 6,62 солнечных, светимость — около 21,594 солнечных. Эффективная температура — около 4836 К.
Второй компонент — красный карлик спектрального класса M5,3. Удалён от первого компонента на 152 угловые секунды (12 160 а.е.).